# Squash bei den Südostasienspielen
Squash war erstmals 1991 im Programm der Südostasienspiele. Auch bei den Spielen 1993, 1995, 1997 und 1999 gehörte Squash zum Sportprogramm, die Ergebnisse sind jedoch wie diese von 1991 unbekannt. 2001 war Squash mit Einzel- und Mannschaftswettbewerben bei Herren und Damen Teil der Spiele. 2005 war es erneut im Programm, diesmal nur mit den beiden Einzelwettbewerben. 2007 fand nur ein Herreneinzel statt. Bei den Spielen 2015 wurden wieder Einzel- und Mannschaftswettbewerbe bei Herren und Damen ausgetragen, ebenso ein Doppel bei den Herren. Zwei Jahre darauf fanden erstmals außerdem ein Doppelwettbewerb bei Frauen sowie ein Mixed statt.

## Bisherige Sieger
| Jahr | Herreneinzel         | Dameneinzel             | Herren-Mannschaft                                                     | Damen-Mannschaft                                                    | Mixed-Mannschaft                                                       | Herrendoppel                  | Damendoppel              | Mixed                                |
| ---- | -------------------- | ----------------------- | --------------------------------------------------------------------- | ------------------------------------------------------------------- | ---------------------------------------------------------------------- | ----------------------------- | ------------------------ | ------------------------------------ |
| 2001 | Mohd Azlan Iskandar  | Nicol David             | Malaysia Kenneth Low Mohd Azlan Iskandar Yap Kok Four Kelvin Ho       | Malaysia Nicol David Sharon Wee Tricia Chuah Sally Looi             | —                                                                      | —                             | —                        | —                                    |
| 2005 | Mohd Nafiizwan Adnan | Sharon Wee              | —                                                                     | —                                                                   | —                                                                      | —                             | —                        | —                                    |
| 2007 | Elvinn Keo           | —                       | —                                                                     | —                                                                   | —                                                                      | —                             | —                        | —                                    |
| 2015 | Sanjay Singh         | Rachel Arnold           | Malaysia Addeen Idrakie Valentino Bong Mohd Syafiq Kamal Sanjay Singh | Malaysia Rachel Arnold Zulhijjah Binti Azan Teh Min Jie Vanessa Raj | —                                                                      | —                             | —                        | —                                    |
| 2017 | Eain Yow Ng          | Sivasangari Subramaniam | Singapur Pang Ka Hoe Benedict Chan Samuel Kang Vivian Rhamanan        | Malaysia Aifa Azman Andrea Lee Wen Li Lai Ooi Kah Yan               | —                                                                      | Mohd Syafiq Kamal Eain Yow Ng | Rachel Arnold Andrea Lee | Sivasangari Subramaniam Sanjay Singh |
| 2019 | Addeen Idrakie       | Rachel Arnold           | Malaysia Addeen Idrakie Darren Pragasam Ong Sai Hung Ryan Pasqual     | Malaysia Rachel Arnold Wen Li Lai Ooi Kah Yan Yee Ying              | Philippinen Jemyca Aribado Robert Garcia David Pelino Reymark Begornia | —                             | —                        | —                                    |

## Ewiger Medaillenspiegel
| Platz  | Land        | Gold | Silber | Bronze | Gesamt |
| ------ | ----------- | ---- | ------ | ------ | ------ |
| 1      | Malaysia    | 21   | 11     | 4      | 36     |
| 2      | Singapur    | 1    | 7      | 15     | 23     |
| 3      | Philippinen | 1    | 3      | 12     | 16     |
| 4      | Indonesien  | —    | 2      | 10     | 12     |
| 5      | Thailand    | —    | —      | 5      | 5      |
| Gesamt | Gesamt      | 23   | 23     | 46     | 92     |